# هوراس كينغ (سياسي)
هوراس كينغ (بالإنجليزية: Horace King)‏ هو مهندس معماري وسياسي أمريكي، ولد في 8 سبتمبر 1807 في مقاطعة تشيسترفيلد في الولايات المتحدة، وتوفي في 28 مايو 1885 في لاغرانغ في الولايات المتحدة. حزبياً، نشط في الحزب الجمهوري. وقد انتخب عضو مجلس نواب ألاباما.